# Galesville (Maryland)
Galesville es un lugar designado por el censo ubicado en el condado de Anne Arundel en el estado estadounidense de Maryland. En el Censo de 2010 tenía una población de 684 habitantes y una densidad poblacional de 156,55 personas por km².

## Geografía
Galesville se encuentra ubicado en las coordenadas 38°50′27″N 76°33′16″O / 38.84083, -76.55444. Según la Oficina del Censo de los Estados Unidos, Galesville tiene una superficie total de 4.37 km², de la cual 3.36 km² corresponden a tierra firme y (23.12%) 1.01 km² es agua.

## Demografía
Según el censo de 2010, había 684 personas residiendo en Galesville. La densidad de población era de 156,55 hab./km². De los 684 habitantes, Galesville estaba compuesto por el 84.06% blancos, el 13.45% eran afroamericanos, el 0.29% eran amerindios, el 0.44% eran asiáticos, el 0% eran isleños del Pacífico, el 0.29% eran de otras razas y el 1.46% pertenecían a dos o más razas. Del total de la población el 1.9% eran hispanos o latinos de cualquier raza.